# دوري الدرجة الأولى الأرجنتيني 1906
دوري الدرجة الأولى الأرجنتيني 1906 (بالإسبانية: Campeonato de Primera División 1906)‏ هو الموسم 15 من دوري الدرجة الأولى الأرجنتيني. أشرف على تنظيمه اتحاد الأرجنتين لكرة القدم، وكان عدد الأندية المشاركة فيه 11، وفاز فيه Alumni Athletic Club ‏.